# Wikki Tourists Football Club
Actualités
Wikki Tourists Football Club est un club nigérian de football basé à Bauchi. Le club évolue en Nigerian Premier League après sa montée en 2025.

## Histoire
Le club a été fondé dans les années 1990 et est financé par le gouvernement de l'État de Bauchi. Il doit son nom à la célèbre source thermale naturelle "Wikki Warm Spring", située dans la réserve de Yankari, une attraction touristique majeure de la région. Wikki Tourists FC s’est progressivement imposé comme un acteur régulier de l’élite du football nigérian. Bien qu’il n’ait pas encore remporté de titre majeur au niveau national, il est connu pour sa stabilité et pour avoir révélé plusieurs talents locaux.
Fondé en 1992, Wikki Tourists remporte le premier trophée de son histoire alors qu'il est encore en deuxième division avec une victoire en Coupe du Nigeria. Ce succès est accompagné d'une promotion en First Division. Sa première saison parmi l'élite, en 1999, est réussie puisqu'il termine à la 4e place de la poule pour le titre.
En 2004, le club termine 15e du classement et doit disputer un barrage de promotion-relégation, qu'il remporte, ce qui lui permet d'éviter la descente en D2. En 2006, Wikki Tourists termine à nouveau 4e de la poule pour le titre, classement qu'il améliore la saison suivante en finissant à la troisième place. Ce résultat permet à la formation de Bauchi de participer pour la première fois à la Coupe de la confédération. C'est à ce jour le meilleur résultat du club en championnat.
Wikki Tourists est relégué en D2 à l'issue de la saison 2009-2010, terminée à la 17e place. Le passage en Division One est de courte durée puisque Wikki retrouve l'élite lors de la saison 2011-2012.
Le Wikki Tourists est promu en Nigerian Premier League après la saison 2024-2025 de National League,.

## Stade
Le club joue ses matchs à domicile au Abubakar Tafawa Balewa Stadium, situé à Bauchi, qui peut accueillir environ 11 000 spectateurs.

## Performances en compétitions continentales
- Coupe de la CAF :
  - 1999 – Deuxième tour
  - 2008 – Premier tour

## Couleurs et symbole
Les couleurs traditionnelles du club sont le rouge et le blanc. Le logo du club est inspiré de symboles culturels de l'État de Bauchi et intègre parfois des éléments touristiques de la région.

## Palmarès
- Coupe du Nigeria :
  - Vainqueur : 1998

## Entraîneurs notables
- Abdul Maikaba
- Bala Nikyu

## Joueurs notables
- Rachad Chitou
- Elderson Echiejile